# Monoplex comptus
Monoplex comptus is een slakkensoort uit de familie van de Cymatiidae. De wetenschappelijke naam van de soort werd voor het eerst geldig gepubliceerd in 1855 door A. Adams als Triton comptus.